# Hoplopleura chippauxi
Hoplopleura chippauxi är en insektsart som beskrevs av Renaud Maurice Adrien Paulian och Pajot 1966. Hoplopleura chippauxi ingår i släktet Hoplopleura och familjen gnagarlöss. Inga underarter finns listade i Catalogue of Life.